# Kaci Walfall
Kaci Walfall es una actriz estadounidense, más conocida por su papel como la superheroína Naomi McDuffie en la serie de The CW Naomi.

## Filmografía

### Cine
| Año  | Título                     | Papel      | Notas        |
| ---- | -------------------------- | ---------- | ------------ |
| 2017 | A Wishing Well in Brooklyn | Joven Lily | Cortometraje |

### Televisión
| Año  | Título                   | Papel          | Notas        |
| ---- | ------------------------ | -------------- | ------------ |
| 2013 | Army Wives               | Nyah           | 6 episodios  |
| 2014 | Person of Interest       | Tracie Booker  | 1 episodio   |
| 2017 | Power                    | Tamara         | 1 episodio   |
| 2021 | The Equalizer            | Nicki          | 2 episodios  |
| 2021 | Modern Love              | Joven Meesha   | 1 episodio   |
| 2022 | Naomi                    | Naomi McDuffie | Protagonista |
| 2022 | World's Funniest Animals | Ella misma     | Episodio 302 |